# Czech Hockey Games 2009 (září)
Turnaj se hrál od 3. do 6. září 2009 v Karlových Varech. Utkání Rusko - Švédsko se odehrálo v Podolsku
| Tým 1   | Výsledek                     | Tým 2   | Zpráva |
| ------- | ---------------------------- | ------- | ------ |
| Finsko  | 0:2 (0:0, 0:1, 0:1)          | Česko   | Report |
| Rusko   | 3:4 SN (1:2, 1:1, 1:0 - 0:0) | Švédsko | Report |
| Rusko   | 3:2 (1:1, 1:0, 1:1)          | Finsko  | Report |
| Česko   | 5:2 (1:1, 3:0, 1:1)          | Švédsko | Report |
| Švédsko | 3:8 (1:4, 1:0, 1:4)          | Finsko  | Report |
| Česko   | 3:2 SN (1:1, 0:1, 1:0 - 0:0) | Rusko   | Report |

## Tabulka
| Poř. | Tým     | Z | V | VP | PP | P | VG | OG | B |
| ---- | ------- | - | - | -- | -- | - | -- | -- | - |
| 1.   | Česko   | 3 | 2 | 1  | 0  | 0 | 10 | 4  | 8 |
| 2.   | Rusko   | 3 | 1 | 0  | 2  | 0 | 8  | 9  | 5 |
| 3.   | Finsko  | 3 | 1 | 0  | 0  | 2 | 10 | 8  | 3 |
| 4.   | Švédsko | 3 | 0 | 1  | 0  | 2 | 9  | 16 | 2 |

Z = Odehrané zápasy; V = Výhry; VP = Výhry v prodloužení/nájezdech; PP = Prohry v prodloužení/nájezdech; VG = vstřelené góly; OG = obdržené góly; B = Body

## Nejlepší hráči
| Pozice  | Hráč            |
| ------- | --------------- |
| Brankář | Petri Vehanen   |
| Obránce | Miroslav Blaťák |
| Útočník | Viktor Kozlov   |